# Centraleuropeiska internationella cupen
Centraleuropeiska internationella cupen var en fotbollslandslagsturnering i Centraleuropa, som spelades första gången under perioden 1927-1920, och sista gången under perioden 1955-1960. Turneringen bestod av såväl proffs- som amatörturneringar. Deltagande lag var Österrike, Tjeckoslovakien, Ungern, Italien, Polen, Schweiz och Jugoslavien.
Matcherna spelades hemma och borta, och turneringen slutade spelas då  Europamästerskapet infördes. Turneringen vanns bland annat av Österrikes Wunderteam under tidigt 1930-tal, Italiens dubbla världsmästarlag under 1930-talet, Ungerns stjärnlag under tidigt 1950-tal samt Tjeckoslovakien under tidigt 1960-tal.
Segraren tilldelades ursprungligen Švehla Cup, namngiven efter tjeckoslovakiske premiärministern Antonín Švehla, samt Dr. Gerö Cup, namngiven efter tidigare domaren Josef Gerö.

## Slutställning
| År        | Slutställning                                                                     | Slutställning                                                                     | Slutställning                                                                     | Slutställning                                                                     | Slutställning                                                                     | Slutställning                                                                     |
| År        | Etta                                                                              | Poäng                                                                             | Tvåa                                                                              | Poäng                                                                             | Trea                                                                              | Poäng                                                                             |
| --------- | --------------------------------------------------------------------------------- | --------------------------------------------------------------------------------- | --------------------------------------------------------------------------------- | --------------------------------------------------------------------------------- | --------------------------------------------------------------------------------- | --------------------------------------------------------------------------------- |
| 1927-1930 | Italien                                                                           | 11                                                                                | Österrike                                                                         | 10                                                                                | Tjeckoslovakien                                                                   | 9                                                                                 |
| 1931-1932 | Österrike                                                                         | 11                                                                                | Italien                                                                           | 9                                                                                 | Ungern                                                                            | 8                                                                                 |
| 1933-1935 | Italien                                                                           | 11                                                                                | Österrike                                                                         | 9                                                                                 | Ungern                                                                            | 9                                                                                 |
| 1936-1937 | Turneringen avbröts på grund av Österrikes anslutning till Tyskland 12 mars 1938. | Turneringen avbröts på grund av Österrikes anslutning till Tyskland 12 mars 1938. | Turneringen avbröts på grund av Österrikes anslutning till Tyskland 12 mars 1938. | Turneringen avbröts på grund av Österrikes anslutning till Tyskland 12 mars 1938. | Turneringen avbröts på grund av Österrikes anslutning till Tyskland 12 mars 1938. | Turneringen avbröts på grund av Österrikes anslutning till Tyskland 12 mars 1938. |
| 1948-1953 | Ungern                                                                            | 11                                                                                | Tjeckoslovakien                                                                   | 9                                                                                 | Österrike                                                                         | 9                                                                                 |
| 1955-1960 | Tjeckoslovakien                                                                   | 16                                                                                | Ungern                                                                            | 15                                                                                | Österrike                                                                         | 11                                                                                |

| År        | Slutställning (amatörtävling) | Slutställning (amatörtävling) | Slutställning (amatörtävling) | Slutställning (amatörtävling) | Slutställning (amatörtävling) | Slutställning (amatörtävling) |
| År        | Etta                          | Poäng                         | Tvåa                          | Poäng                         | Trea                          | Poäng                         |
| --------- | ----------------------------- | ----------------------------- | ----------------------------- | ----------------------------- | ----------------------------- | ----------------------------- |
| 1929-1930 | Polen                         | 7                             | Ungern (A)                    | 6                             | Österrike (A)                 | 6                             |
| 1931-1934 | Rumänien                      | 9                             | Ungern (A)                    | 6                             | Tjeckoslovakien (A)           | 5                             |

## Vinnare
- Italien: 2
  - 1927-30, 1933-35
- Österrike: 1
  - 1931-32
- Ungern: 1
  - 1948-53
- Tjeckoslovakien: 1
  - 1955-60

## Målskyttar
| 1927-1930 | 6 mål  | Julio Libonatti Gino Rossetti  | Italien        | [ 1 ] |
| 1931-1932 | 8 mål  | István Avar                    | Ungern         | [ 2 ] |
| 1933-1935 | 7 mål  | Leopold Kielholz György Sárosi | Schweiz Ungern | [ 3 ] |
| 1936-1938 | 10 mål | György Sárosi                  | Ungern         | [ 4 ] |
| 1948-1953 | 10 mål | Ferenc Puskás                  | Ungern         | [ 5 ] |
| 1955-1960 | 7 mål  | Lajos Tichy                    | Ungern         | [ 6 ] |